# صالح باشا القيصري
صالح باشا القيصري ‏ (القرن 18 في قيصرية - 1801 في طرابزون) سياسي عثماني شغل منصب والي مصر منذ 1794 حتى 1796.